# Marcos DeBrito
Marcos DeBrito (Florianópolis, 1979) é um escritor, roteirista e cineasta brasileiro. Seu filme Condado Macabro venceu as categorias de melhor filme em 2015 nas premiações MAC Horror Festival e FANTASPOA e seu romance À sombra da lua foi indicado ao Prêmio Jabuti de Literatura em 2013.

## Biografia
Nascido em Florianópolis, mudou-se para São Paulo em 1998 para estudar Cinema na FAAP, faculdade que cursou entre 1999 e 2003. Ele afirma que fez o caminho inverso de muitos escritores: foi do cinema para a literatura, quando teve a ideia de adaptar alguns de seus roteiros para o formato de romance. Casou-se em 2008 com Bianca Mastropietro e vivem juntos desde então.
Na literatura, considera Álvares de Azevedo e Edgar Allan Poe suas maiores influências, mas já manifestou admiração por escritores como José Saramago, Goethe, Bram Stoker e Mary Shelley.
Já no cinema, entre seus filmes de terror favoritos estão Enter the void, Massacre da serra elétrica, Motel diabólico, Sexta-feira 13, Pague para entrar, reze para sair, A casa dos mil corpos e Rejeitados pelo diabo.
Sua obra já foi elogiada pelo escritor Raphael Montes. Sobre seu romance ‘’O escravo da capela’’, ele disse que “Cada página é como um golpe cruel de chicote. E sai muito sangue!" Numa de suas colunas no jornal O Globo, ao comentar brevemente sobre a obra de DeBrito, Montes disse que “O terreno do terror (nacional) também vai muito bem, obrigado.”
Seu livro A Casa dos Pesadelos, publicada pela Faro Editorial, foi finalista do Prêmio Aberst 2018.

## Filmografia
- 2001 – Uninverso
- 2007 – Overdose Digital
- 2013 – Nelson Ninguém
- 2015 – Condado Macabro
- 2016 – Mesa Para Dois
- 2017 – Apóstolos
- 2021 - As Almas Que Dançam no Escuro

## Livros
- 2012 – À Sombra da Lua (romance)
- 2014 – Condado Macabro (romance)
- 2015 – À Sombra da Lua: Parábola do Retorno (romance, capítulo extra)
- 2017 – O Escravo da Capela (romance)
- 2018 – A Casa dos Pesadelos (romance)
- 2019 – Criando Mundos: Fundamentos de Direção Cinematográfica, Escrita Criativa e Roteiro Audiovisual (cinema)
- 2020 – Apocalipse Segundo Fausto (romance)
- 2021 – Palavras Interrompidas (romance)

### Participações em antologias de contos
- 2017 - Narrativas do Medo (org. Vitor Abdala) – participação com o conto Soturno.
- 2019 – Vozes do Joelma: Os Gritos Que Não Foram Ouvidos (org. Faro Editorial) – participação com o conto Os Mortos Não Perdoam